# Tocqueville (Eure)
Tocqueville é uma comuna francesa na região administrativa da Normandia, no departamento de Eure. Estende-se por uma área de 2,48 km². Em 2010 a comuna tinha 159 habitantes (densidade: 64,1 hab./km²).